# Karusellen i fjällen
Karusellen i fjällen är en svensk komedifilm från 1955 baserad på revyn Tillsammans igen av Gösta Stevens, Lars Perne, Sven Paddock och Nils Perne samt på pjäsen Bare jatt me'n av Bias Bernhoft och Sverre Bævre.

## Handling
Två män som är dubbelgångare kommer till samma hotell vilket ställer till komplikationer.

## Om filmen
Filmen spelades in 1955 hos Metronome Studios AB i Stocksund. Den hade premiär den 15 mars 1955 och är barntillåten. Den har även visats på TV4.

## Rollista
- Åke Söderblom - Teddy Winter, skådespelare / Theodor Winter, ornitolog
- Annalisa Ericson - Eva Linde, skådespelerska
- Åke Grönberg - portiern på Högfjällshotellet Jämtlien
- Elisaveta von Gersdorff Oxenstierna - Lena Granberg, utger sig för att vara piccolon Lennart
- Katie Rolfsen - Lalla, hotellstäderska
- Erik "Bullen" Berglund - S. Granberg, Lenas far, hotelldirektör
- Gunvor Pontén - Mona Miller, stjärnmannekäng
- Gösta Bernhard - doktor Grååh från Råå, psykiatriker
- Georg Adelly - Harry Backman, skidlärare
- Siv Ericks - fru Rosenkrans, hotellgäst

### Ej krediterade
- Axel Högel - äldre professor
- Margit Andelius - lärarinna
- Brita Öberg - husfrun på hotellet

## Musik i filmen
- Då är det kärleken som klappar på din dörr, musik Jules Sylvain, text Åke Söderblom och Gösta Rybrant, sång Åke Grönberg och Elisaveta von Gersdorff Oxenstierna
- Sankta Lucia, musik Teodoro Cottrau, svensk text Arvid Rosén (Natten går tunga fjät) och Sigrid Elmblad (Sankta Lucia, ljusklara hägring), sång Katie Rolfsen